# Kawasaki Ki-102
El Kawasaki Ki-102 (avión de asalto Tipo 4 del Ejército) fue un avión de guerra japonés de la Segunda Guerra Mundial. Era un caza pesado bimotor, de dos asientos y de largo alcance desarrollado para reemplazar al Ki-45 Toryu. Se planearon tres versiones: el caza diurno Ki-102a, el avión de ataque a tierra Ki-102b y el caza nocturno Ki-102c. El nombre de identificación Aliado para este avión era "Randy".

## Historia
Entró en servicio en 1944, pero tuvo una acción muy limitada. El tipo principal (102b) se mantuvo en reserva para proteger a Japón, aunque tuvo alguna participación limitada en la campaña de Okinawa. Se mantuvo fuera del servicio en primera línea porque se esperaba que fuera el portador del misil guiado aire-tierra Igo-1-B cuando se produjo la invasión aliada de Japón.

## Especificaciones

### Características generales
- Tripulación: 2

- Longitud: 11.45 m (37 pies 7 in)

- Envergadura : 15.57 m (51 ft 1 in)

- Altura: 3.70 m (12 pies 2 in)

- Superficie alar: 34 m² (366 ft²)

- Peso en vacío : 4,950 kg (10,900 lb)

- Peso cargado: 7,300 kg (16,000 lb)

- Motor : 2 × Mitsubishi Ha-112 -II Ru, radiales de 14 cilindros, 1.120 kW (1.500 CV) cada uno

### Desempeño
- Velocidad máxima : 580 km / h (310 kn, 360 mph)

- Alcance : 2,000 km (1,100 nmi, 1,200 mi)

- Techo de vuelo : 10,000 m (33,000 pies)

- Régimen de ascenso: 2,340 pies / min (714 m / min)

- Potencia específica  : 2.4 kg / kW (5.4 lb / hp)

### Armamento

#### Armas
- 1 x Cañón Ho-401 de 57 mm (2,24 in), reemplazado en el 102a con un cañón Ho-204 de 37 mm (1,46 in) y retirado en el 102c

- 2 x Cañón Ho-5 de 20 mm en el vientre: reemplazados en el 102c con cañones de 30 mm (1.18 in) en el contenedor, más 2 cañones de disparo oblicuo de 20 mm

- 1 x Ametralladora Ho-103 de 12,7 mm (0.50 in), retirada en los 102a y 102c

#### Bombas
- 2 tanques de 200 l (53 US gal);

- 2 × bombas de 250 kg (551 lb)

- 1 × misil guiado Kawasaki Igo-1b